# Lokomotywa wieloczłonowa
Lokomotywa wieloczłonowa (lokomotywa wielosekcyjna) – lokomotywa składająca się z wielu członów (sekcji).
Lokomotywy wieloczłonowe wykorzystywane są głównie do prowadzenia ciężkich pociągów towarowych, rzadziej przez pociągi pasażerskie.

## Eksploatacja w Polsce
W Polsce eksploatowane są dwie serie lokomotyw wieloczłonowych: ET41 i ET42. Seria ET40 została odstawiona w 2009, a w 2012 rozpoczęto jej złomowanie, natomiast w latach 1990–1993 jeden egzemplarz ET40 był przebudowany na serię EP40. Wszystkie te pojazdy to elektrowozy dwuczłonowe.
Pierwszą lokomotywa dwuczłonową, która weszła do eksploatacji w Polsce, była lokomotywa serii ET40 wyprodukowana w zakładach Škoda w Pilźnie. Lokomotywa ta składała się z dwóch połączonych lokomotyw serii EU05 i mogła pociągnąć składy o masie 4000 t. Ogółem zakupiono 60 takich lokomotyw, które od połowy lat 70. obsługiwały przewozy towarowe na magistrali węglowej.
W 1977 w zakładach HCP w Poznaniu rozpoczęto produkcję pierwszych polskich lokomotyw dwuczłonowych serii ET41, stanowiących połączenie dwóch lokomotyw serii EU07 produkowanych wcześniej we wrocławskim Pafawagu.
Pod koniec lat 70. w zakładach NEWZ w Nowoczerkasku w ZSRR zakupiono partię 50 lokomotyw serii ET42, które były wzorowane na radzieckich lokomotywach WŁ10 i WŁ11. Były to najmocniejsze lokomotywy eksploatowane przez PKP.
W 1988 podniesiono prędkość na Centralnej Magistrali Kolejowej do 160 km/h. Jedyną lokomotywą dostosowaną do takiej prędkości były EP05, jednakże ich liczba była niewystarczająca, a dostawy pierwszych EP09 (również mogących rozwijać prędkość 160 km/h) opóźniały się. W związku z powyższymi czynnikami podjęto decyzję o dostosowaniu jednej lokomotywy ET40 do prędkości 160 km/h. Lokomotywa ta została przebudowana przez ZNTK w Gdańsku oraz otrzymała oznaczenie EP40. Ze względu na niekorzystne wyniki eksploatacji oraz wprowadzenie lokomotyw EP09, nie podjęto dalszej produkcji lokomotyw EP40, a jedyny egzemplarz przebudowano z powrotem na ET40.

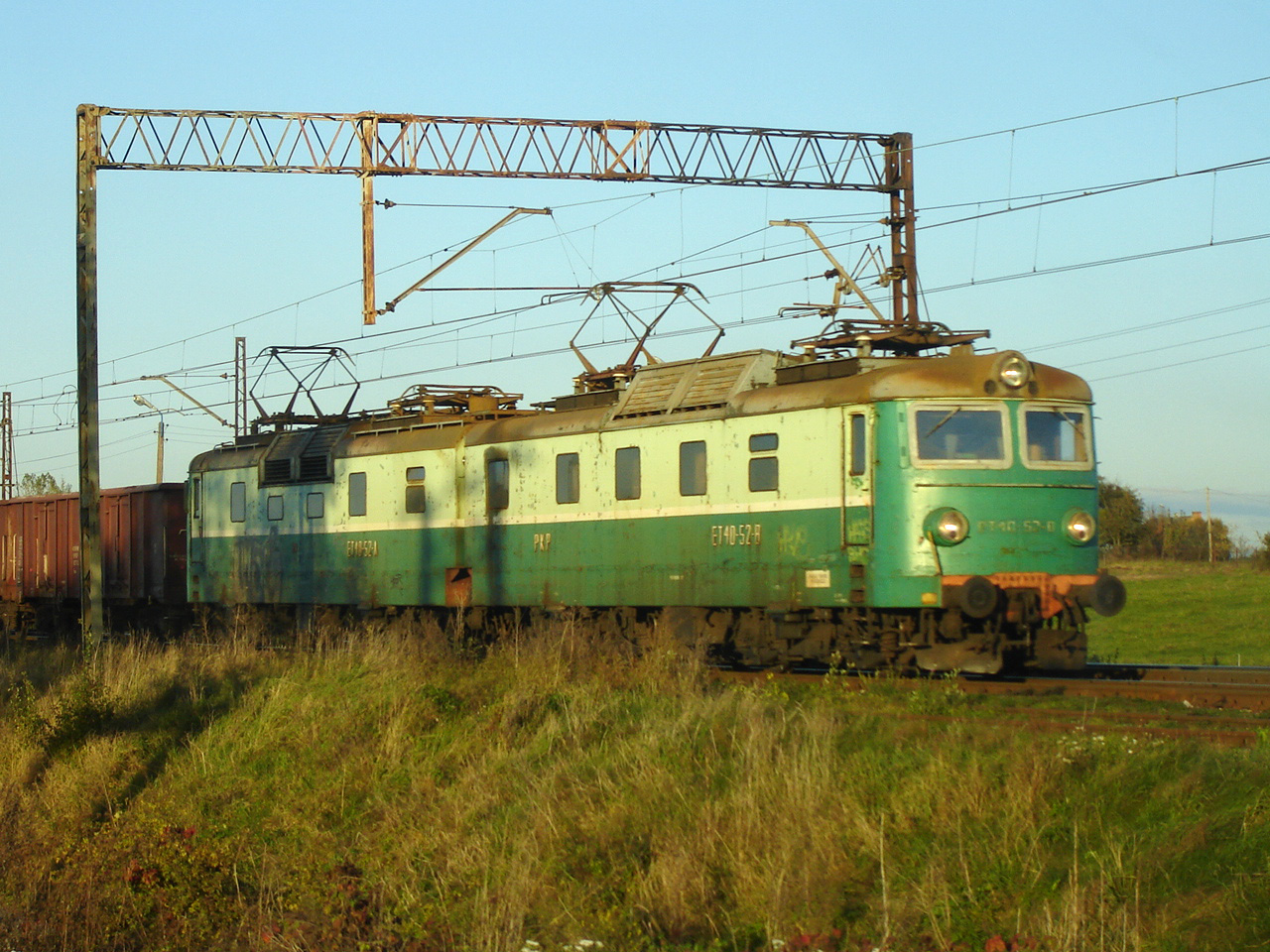
ET40
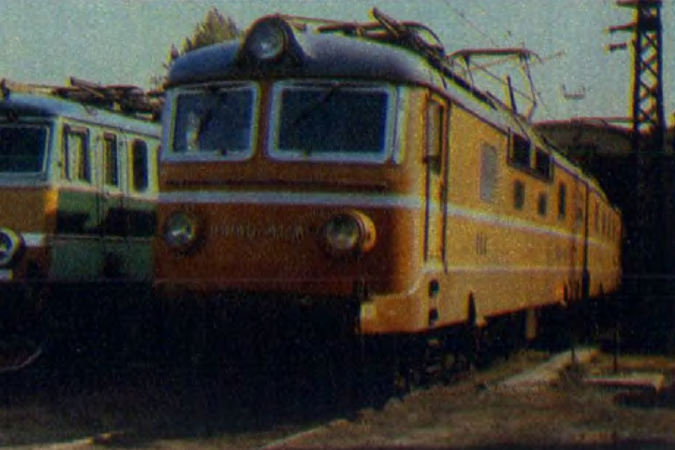
EP40
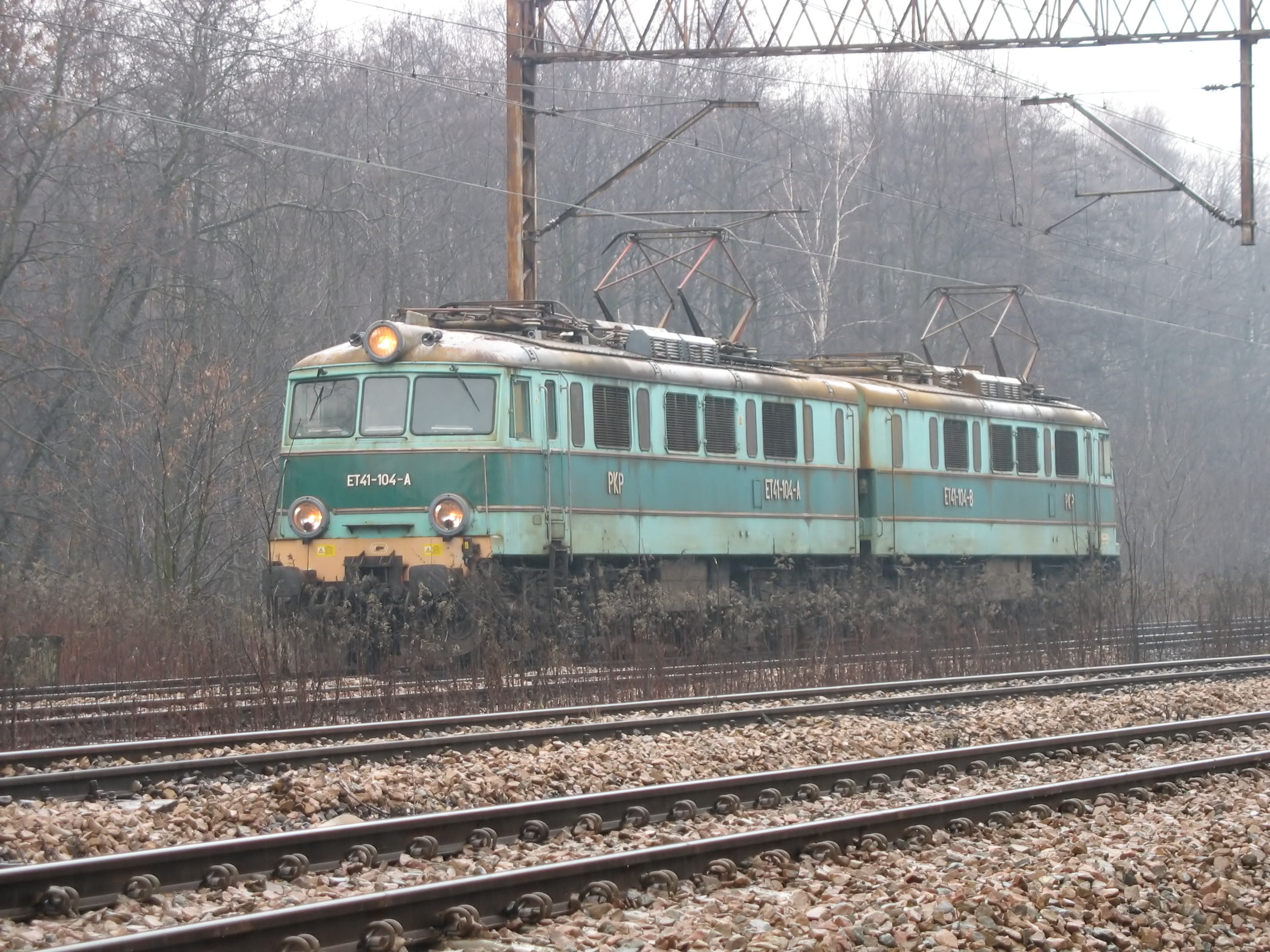
ET41
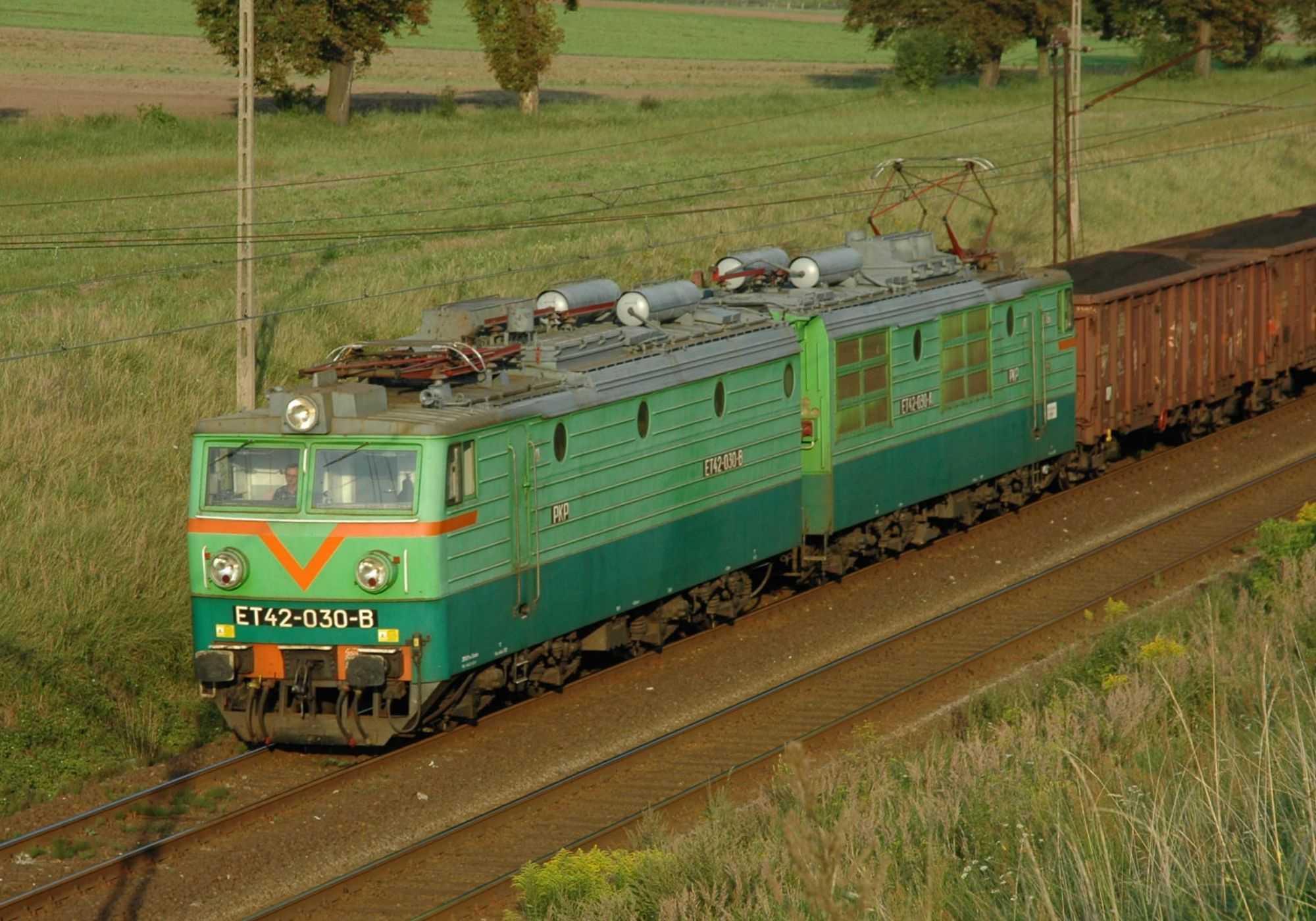
ET42

## Eksploatacja na świecie

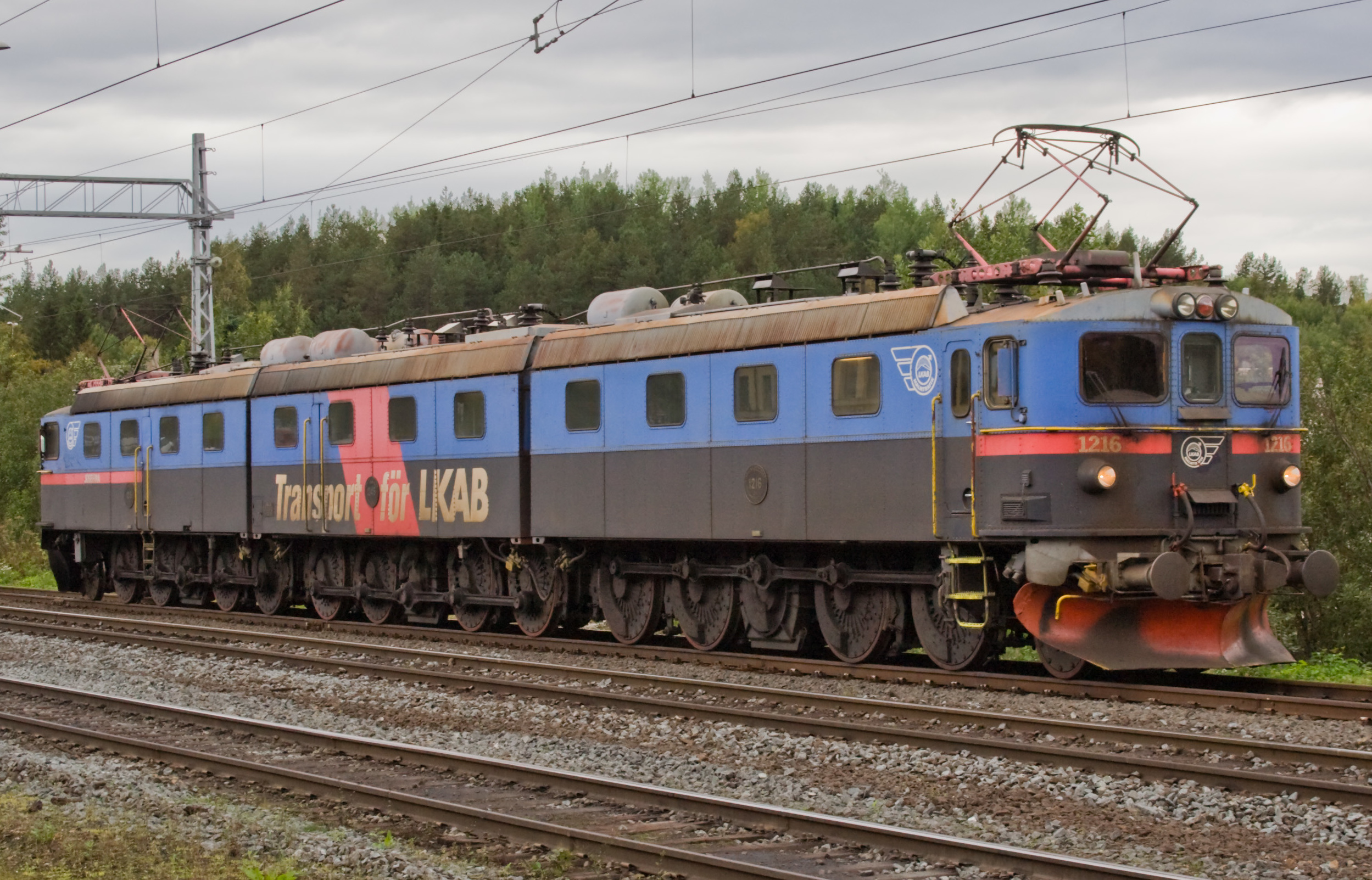
SJ Dm3
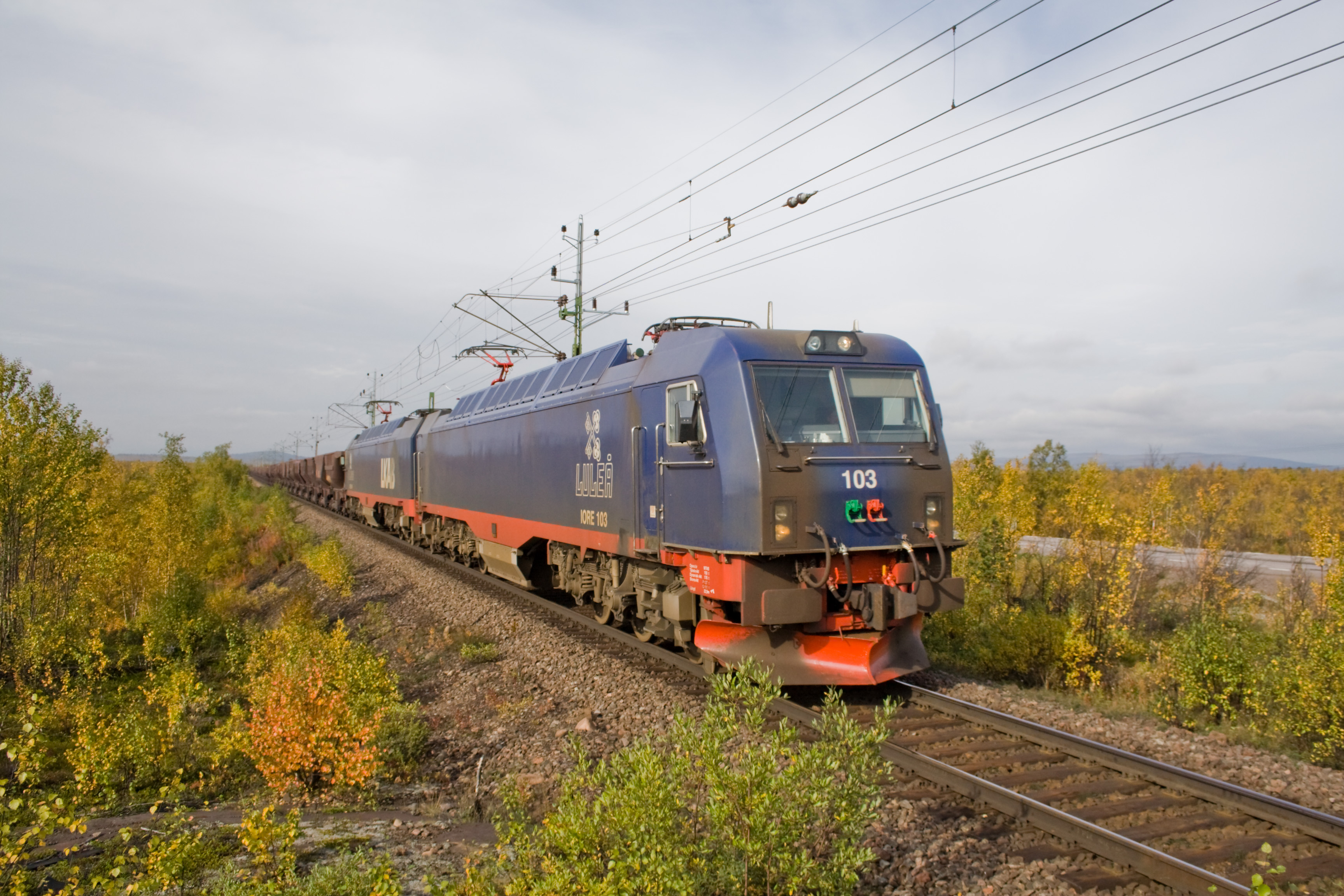
IORE
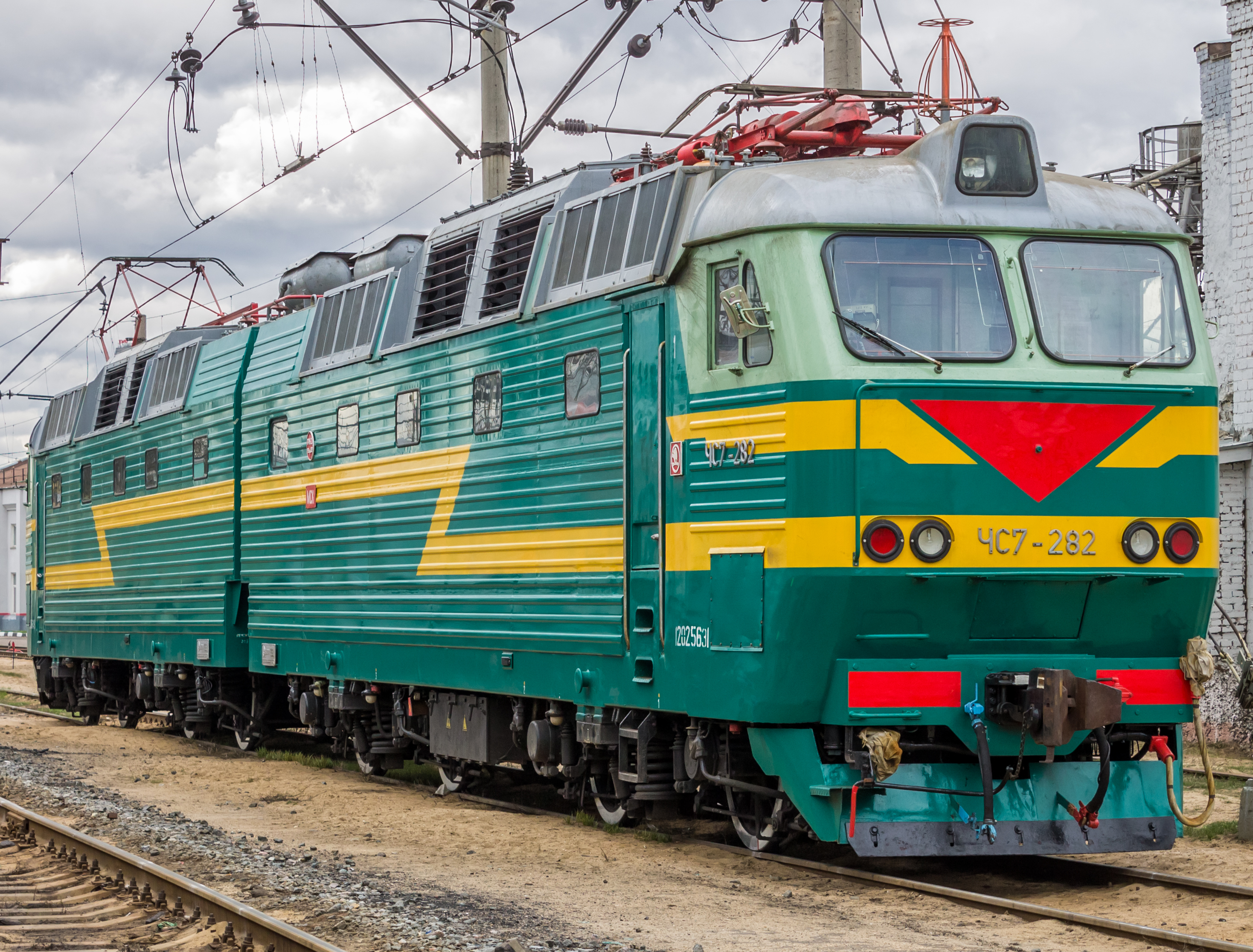
ЧС7